# Отдельный Сердюкский дивизион Украинской державы
Отдельный Сердюкский дивизион (О. С.д-н. Укр.д., укр. Окремий сердюцький дивізіон) — дивизион вооружённых сил Украинской державы во время Гражданской войны в России.

## История
1918 год
После 29 апреля «Отдельный Сердюкский дивизион» войск Центросовета (укр. Цэнтральной Рады) ликвидированной Украинской Народной Республики под командованием Н. Н. Аркаса перешёл в Армию Украинской Державы.

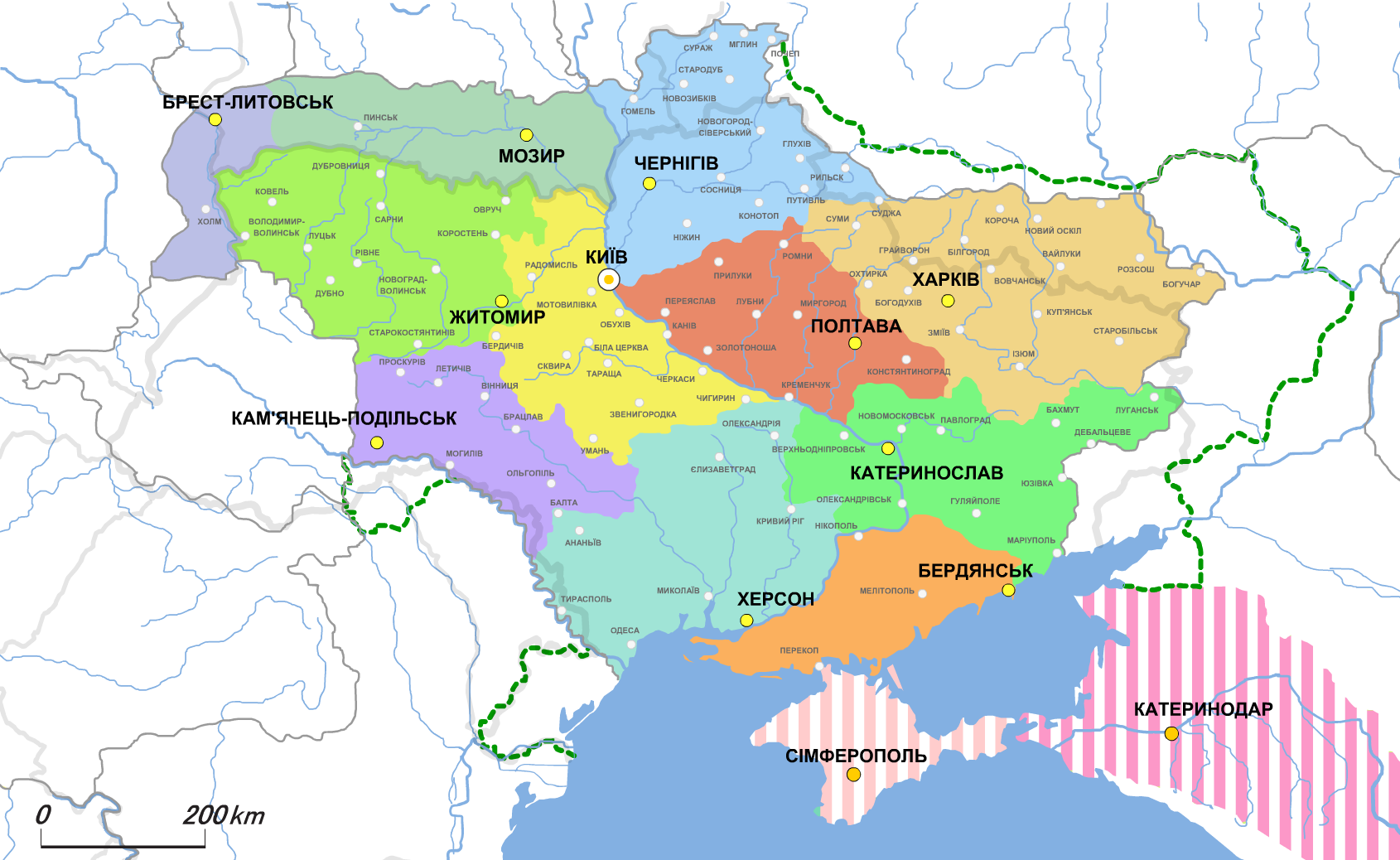
Административно-территориальное деление. Зелёная пунктирная линия — территориальные претензии.

30 мая правительством издан Закон, которым была утверждена Присяга на верность Украинскому Государству, и Закон о военной подсудности. Военнослужащие приняли присягу.
24 июля Совет министров (укр. Рада министров) Украинской державы принял Закон о всеобщей войсковой повинности и утвердил План организации армии, подготовленный Генеральным штабом.

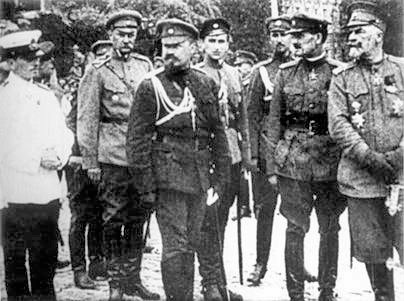
Служащие военного министерства Украинской Державы — полковник Николай Лаврентьевич Максимов (крайний слева, в белой форме) и военный министр генеральный бунчужный Александр Францевич Рагоза (крайний справа).

11 ноября завершилась Первая мировая война. Германская империя прекратила существование в результате Ноябрьской революции и должна была вывести свои войска из оккупированных территорий. Для правительства Украинской державы это событие предвещало ослабление власти.
Ослаблением германцев и соответственно Украинского государства воспользовались противники гетмана П. П. Скоропадского, создавшие в ночь с 13 на 14 ноября в г. Белая Церковь Директорию с целью свержения власти германского командования и власти правительства. Директория состояла из пяти членов, председателем избран в составе В. К. Винниченко.
Непродолжительная «Украинская гражданская война 16 ноября — 14 декабря 1918 года» завершилась 14 декабря, когда Верховный Воевода Украинской Армии и Флота гетман П. П. Скоропадский дал указания командующему всеми русскими добровольческими частями в Украинском государстве князю генерал-лейтенанту А. Н. Долгорукову, а тот издал
приказ о прекращении сопротивления и демобилизации защитников Киева.
П. П. Скоропадский отрёкся от власти. Правительство передало полномочия Городской Думе и Городской Управе.
15 декабря «Отдельный Сердюкский дивизион» перешёл на сторону Директории.

## Последующая история
Директория переименовала дивизион в Конно-Гонецкий полк штаба армии У. Н. Р. Во главе этого полка Н. Н. Аркас принимал участие в боях в Черниговской губернии в конце декабря 1918 г. — в январе 1919 г.

## Командование
- Аркас Н. Н., командир дивизиона, (после 29 апреля — 14 декабря 1918)